# Gabriel Xavier
Gabriel Augusto Xavier, detto Gabriel Xavier (San Paolo, 15 luglio 1993), è un ex calciatore brasiliano, di ruolo attaccante.

## Caratteristiche tecniche
È un trequartista che può giocare anche come ala.

## Palmarès

### Club

#### Competizioni statali
- Campionato Baiano: 1

Vitória: 2017

#### Competizioni nazionali
- Coppa J. League: 1

Nagoya Grampus: 2021